# Anyphops regalis
Espèce
Synonymes
- Selenops regalis Lawrence, 1940

Anyphops regalis est une espèce d'araignées aranéomorphes de la famille des Selenopidae.

## Distribution
Cette espèce est endémique du Cap-Occidental en Afrique du Sud,. Elle se rencontre vers Knysna.

## Description
La carapace de la femelle holotype mesure 5,4 mm de long sur 5,5 mm et l'abdomen 6,5 mm de long.

## Publication originale
- Lawrence, 1940 :  The genus Selenops (Araneae) in South Africa. Annals of the South African Museum, vol. 32, p. 555-608 (texte intégral).